# Kalkkisaari (ö i Norra Savolax, Kuopio, lat 63,01, long 27,88)
Kalkkisaari är en ö i Finland. Den ligger i sjön Juurusvesi och Akonvesi och i kommunen Kuopio i den ekonomiska regionen  Kuopio ekonomiska region  och landskapet Norra Savolax, i den centrala delen av landet, 300 km nordost om huvudstaden Helsingfors. Öns area är 2 hektar och dess största längd är 250 meter i öst-västlig riktning.